# 데야시키역
데야시키역(일본어: 出屋敷駅, でやしきえき)은 일본 효고현 아마가사키시에 있는 한신 전기철도 본선의 역이다. 역 번호는 HS 10이다.

## 역사
- 1905년 4월 12일: 한신 본선의 개통과 동시에 영업 개시.
- 1929년 4월 14일: 이마즈데야시키 선의 일부로서 아마가사키 해안선(당역 ~ 히가시하마 간 1.7 km) 영업 개시.
- 1951년 7월 19일: 아마가사키 해안선의 다카쓰 ~ 히가시하마 구간(0.7km) 운행 중지.
- 1962년 12월 1일: 국도 제43호선(제2 한신 국도) 건설에 있어서 아마가사키 해안선의 전 노선(1.0 km)이 폐지되고 그 보상으로 아마가사키 센터풀마에 역을 상설화, 대피선 설치.
- 1994년 1월 23일: 아마가사키 시내 연속 입체 교차 사업에 의한 고가화.
- 2009년 3월 20일: 본선 준급 설정 소멸로 전 우등 열차 통과역이 됨.
- 2014년 4월 1일: 역 번호 도입.

## 역 구조
상대식 승강장 2면 2선의 고가역이다. 분기기, 절대 신호가 없어 정류장으로 분류된다. 개찰구는 2층, 승강장은 3층에 있다. 승강장은 선로 부분을 포함하여 완전히 천장에 덮여 있다. 개찰구는 동서 방향으로 각 1개씩 있다.

### 승강장
| 승강장 | 노선   | 방향 | 행선                                         |
| ------ | ------ | ---- | -------------------------------------------- |
| 1      | ■ 본선 | 상행 | 아마가사키・오사카 (우메다)・난바・나라 방면 |
| 2      | ■ 본선 | 하행 | 고베 (산노미야)・아카시・히메지 방면         |

## 역 주변
- 리베루 - 역 내 상업시설.
- 아마가사키텐마자 - 역 남쪽에 영업한 대중 연극 극장으로 1980년대에 역 북쪽의 영화관 자리로 이전하였다.
- 데야시키 공원
- 기후네 신사
- 아마가사키 시 소방국 나카 소방서 산와 분소
- 아마가사키 데야시키 우국
- 아마가사키 다케야 우체국
- 산게쓰 간사이 지사
- MonotaRO 본사

## 버스 노선
북구 로터리 내에 한신버스가 발착한다. 한신선인 아마가사키 스포츠모리선을 제외한 모든 노선이 아마가사키 시내선이다.　정류장 이름은 '한신 데야시키'이다. 아마가사키 스포츠의 숲 노선만 남쪽 출구의 도로에 있는 '데야시키' 정류장에도 정차한다.
| 승강장 | 계통                        | 목적지                 | 비고 |
| ------ | --------------------------- | ---------------------- | ---- |
| 1      | 아마가사키 스포츠의 숲 라인 | 아마가사키 스포츠의 숲 |      |
| 1      | 85                          | 스에히로초             |      |
| 2      | 14                          | 한큐 츠카구치          |      |
| 2      | 49                          | 한큐 무코노소(남쪽)    |      |
| 3      | 50                          | JR 아마가사키          |      |
| 3      | 50-2                        | 한신 구이세            |      |

## 사진

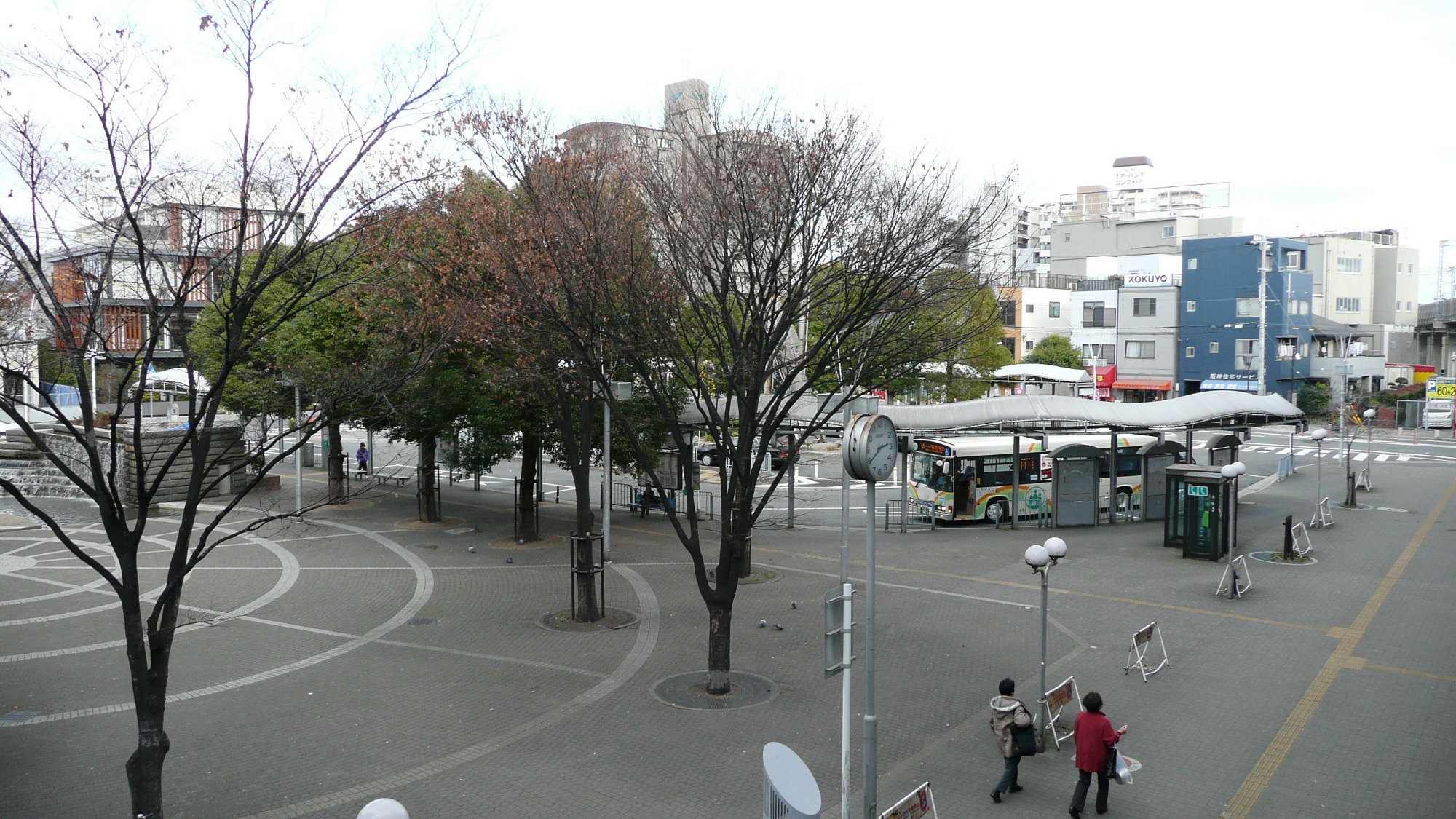
역전 광장
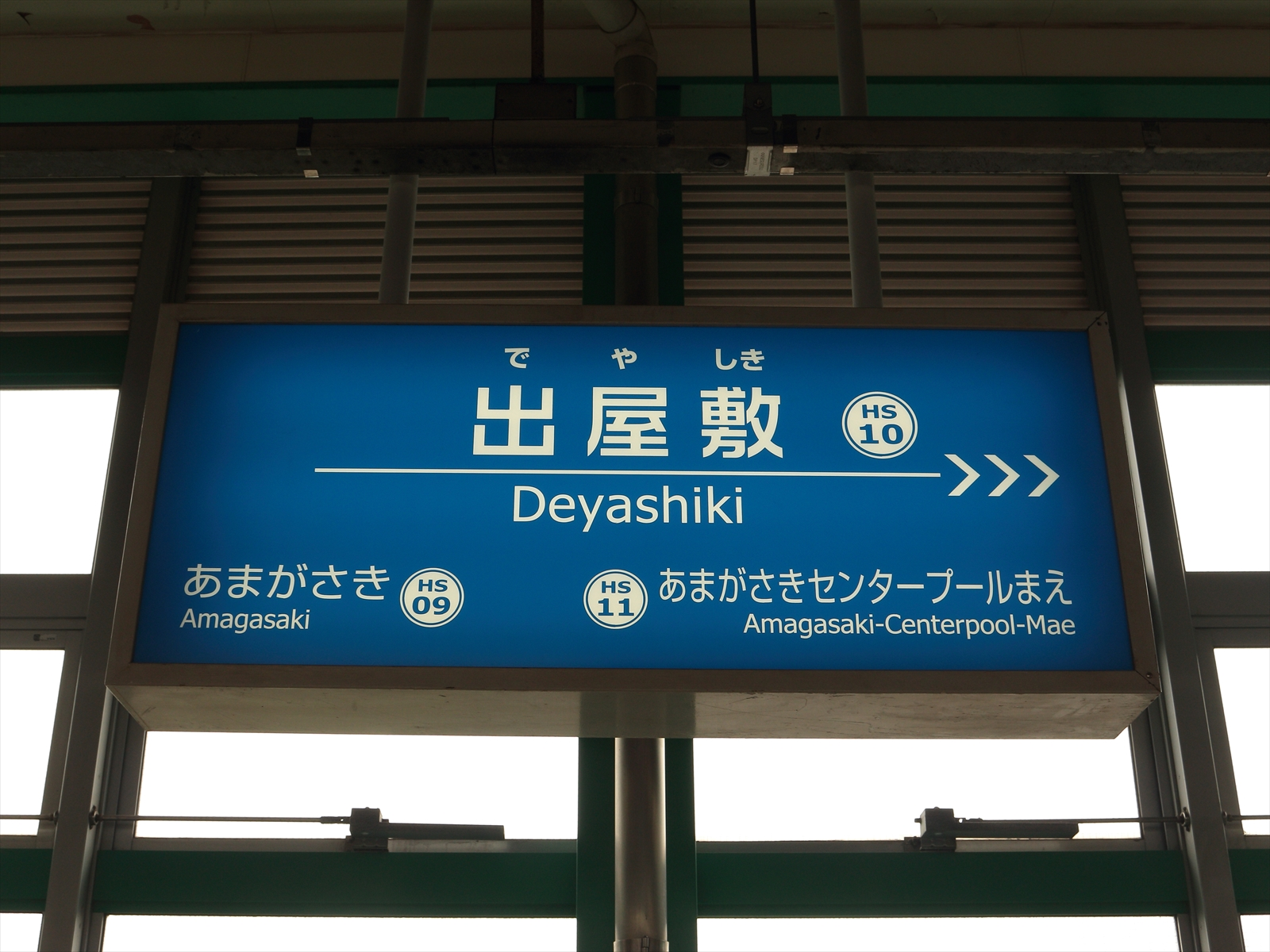
역명판

## 인접역
| 한신 전기철도 ■ 본선         | 한신 전기철도 ■ 본선 | 한신 전기철도 ■ 본선                      |
| ---------------------------- | -------------------- | ----------------------------------------- |
| HS 09 아마가사키 우메다 방면 | ■ 보통               | 아마가사키 센터풀마에 HS 11 모토마치 방면 |